# Red Wave
Red Wave, повна назва «Red Wave: Four Underground Bands from the USSR», в перекладі з (англ.)«Червона хвиля — чотири андеграундні групи з СРСР» — подвійний альбом радянської рок-музики, який вийшов влітку 1986 року в США із записами ленінградських груп «Аквариум», «Странные игры», «Алиса» і «Кино». Виробництво та випуск було здійснено Лос-Анджелеською компанією «Big Time Records» 27 червня 1986 року. У 1986 році Джоанна записала в СРСР кілька англомовних версій ленінградських рок-композицій, а потім реалізувала проект «Червона хвиля».
Пісні для збірки були записані приватно на некомерційній основі «АнТропом» і чотирма ленінградськими групами та переправені до США Джоанною Стінгрей. Альбом складався з двох грамплатівок, а для кожної групи було відведено одну сторону грамплатівки. Збірка  з хітами цих гуртів містила по шість пісень кожного гурту.

Платівка Red Wave відкрила радянський рок світові, стала каталізатором процесів признання і легітимізації радянської рок-музики в СРСР, розширила кордони "гласності", стала знаменем радикальних змін в СРСР.
В 1994 році альбом перевиданий на CD лейблом SNC.

## Трек-лист

### Сторона 1 (Аквариум)
From albums Табу, Діти грудня і Радіо Африка.
1. "Пепел" (Ashes) – 3:10
2. "Сегодня ночью" (Tonight) – 4:36
3. "Танцы на грани весны" (Dance on the edge of the spring) – 4:25
4. "Жажда" (The Thirst) – 3:56
5. "Сны о чём-то большем" (Dreams Of Something Bigger) – 4:20
6. "Рок-н-ролл мёртв" (Rock'n'Roll is dead) лише на LP, приведена не повністю)[7]

### Сторона 2 (Кино)
| #  | Назва                                                                                 | Тривалість |
| -- | ------------------------------------------------------------------------------------- | ---------- |
| 1. | «Видели ночь ([We have] Seen the Night)» (альбом Ночь, 1986)                          | 3:04       |
| 2. | «Фильмы (Movies)» (альбом Ночь, 1986)                                                 | 3:32       |
| 3. | «Город (City)» (альбом Это не Любовь..., 1985)                                        | 3:46       |
| 4. | «Это — любовь (This is Love)» («Wake up / It’s Love» - альбом Это не Любовь..., 1985) | 2:51       |
| 5. | «Троллейбус (Trolleybus)» (альбом Начальник Камчатки, 1984)                           | 2:24       |

### Сторона 3 (Алиса)
Всі композиції з альбому Енергія.
1. "Экспериментатор" (Experimentor) – 4:31
2. "Мы вместе" (We're together) – 2:43
3. "Доктор Буги" (Dr. Boogie) – 3:49
4. "Плохой Рок-н-ролл" (Bad boy) – 3:21
5. "Соковыжиматель" (Juice squeezer) – 3:14
6. "Ко мне" (Come to me) – 5:01

### Сторона 4 (Дивні Ігри)
1. "Метаморфозы" (Metamorphoses) – 2:38
2. "Хоровод" (Chorovod song) – 3:21
3. "А телефона нет" (No telephone) – 2:51
4. "Эгоцентризм" (Egocentrism) – 4:29
5. "Если ты думаешь" (If You Think) – 3:54